# La Fe (Coahuila)
La Fe es una localidad del estado mexicano de Coahuila. Es parte del municipio de San Pedro.

## Demografía
| Gráfica de evolución demográfica |
|                                  |

| Censo | Población |
| ----- | --------- |
| 1921  | 359       |
| 1930  | 308       |
| 1940  | 1 005     |
| 1950  | 1 063     |
| 1960  | 1 194     |
| 1970  | 1 138     |
| 1980  | 1 060     |
| 1990  | 1 326     |
| 2000  | 1 002     |
| 2010  | 1 183     |
| 2020  | 1 136     |